# Тип 23 Коломенского завода
Ж (заводской тип 23) — российский паровоз типа 0-4-0, выпускавшийся Коломенским заводом с 1878 по 1880 год. Для Коломенского завода это был один из первых паровозов данного типа собственной конструкции.
С 1879 года российские заводы начали налаживать производство локомотивов «правительственного запаса», конструкция которых была основана на конструкции паровозов завода Esslingen (Kessler), поэтому уже с 1880 года Коломенский завод прекратил выпуск паровозов типа 0-4-0 собственной конструкции.

## История
Открытая в 1875 году Лозово-Севастопольская железная дорога имела на южном участке сложный профиль пути, что потребовало применения на неё мощных паровозов с четырьмя движущими осями. Тогда Коломенский завод доработал конструкцию собственного паровоза серии СС и в период с 1878 по 1880 год построил 60 паровозов, которые получили обозначение серии Ж (заводской тип 23).
| Год  | Всего | Номера  |
| ---- | ----- | ------- |
| 1878 | 20    | 170—189 |
| 1879 | 20    | 190—209 |
| 1880 | 20    | 210—229 |

Как и на паровозах заводского типа 17, на заводском типе 23 были применены парораспределительный механизм Гуча с внутрирамным расположением кулисы, инжекторы Шау, винтовой реверс, а также ещё несколько взаимозаменяемых узлов. Однако их основные размеры уже отличались, в том числе были применены паровые котлы диаметром 1473 мм, внутри которых располагались 212 дымогарных труб длиной 5029 мм и диаметром 46/51 мм, и с увеличенной более чем в полтора раза площадью колосниковой решётки (с 1,16 до 1,92 м²). Также листовые рессоры всех колёсных пар располагались на одном уровне.
Когда в 1894 году Лозово-Севастопольская железная дорога вошла в состав Курско-Харьково-Севастопольской, паровозы Ж сохранили обозначение серии, но получили новые номера — 300—359. С 1907 года они эксплуатировались уже на новообразованных Южных железных дорогах; в 1910 году часть паровозов серии Ж была оборудована приборами отправления Линднера, скоростемерами Бойера и тормозами системы Вестингаузена.